# Trichostachys hedriocephala
Trichostachys hedriocephala är en måreväxtart som beskrevs av Cornelis Eliza Bertus Bremekamp. Trichostachys hedriocephala ingår i släktet Trichostachys och familjen måreväxter.
Artens utbredningsområde är Kongo-Kinshasa. Inga underarter finns listade i Catalogue of Life.